# Maladera schenklingi
Maladera schenklingi är en skalbaggsart som beskrevs av Moser 1918. Maladera schenklingi ingår i släktet Maladera och familjen Melolonthidae. Inga underarter finns listade i Catalogue of Life.